# Cantone di Mont-de-Marsan-1
Il Cantone di Mont-de-Marsan-1 è una divisione amministrativa dell'Arrondissement di Mont-de-Marsan.
È stato costituito a seguito della riforma approvata con decreto del 18 febbraio 2014, che ha avuto attuazione dopo le elezioni dipartimentali del 2015.

## Composizione
Comprende parte della città di Mont-de-Marsan i 9 comuni di:
- Bostens
- Campet-et-Lamolère
- Gaillères
- Geloux
- Lucbardez-et-Bargues
- Pouydesseaux
- Saint-Avit
- Saint-Martin-d'Oney
- Uchacq-et-Parentis